# 상애
상애(尙哀, ?~936년)는 후백제(後百濟)의 무신(武臣)이다.

## 설명
932년 견훤(甄萱 41)년, 10월에 수군을 이끌고 고려(高麗)의 대우도(大牛島)를 습격하여 노략질하였다. 이 사실을 알게 된 고려(高麗)의 태조 왕건(太祖 王建)은 상애(尙哀)를 무찌르기 위해서 대광(大匡) 벼슬을 지내던 만세(萬歲)를 보내었으나 실패하였다. 그러나 931년부터 곡도(鵠島)에 귀양을 가있던 고려(高麗)의 장수(將需) 유금필(庾禁弼)이 장정들과 전함을 모아 항거하자 노략질을 멈추고 돌아갔다.
상귀(相貴)와 더불어 수군을 이끌고 가서 고려(高麗) 수군과 싸워 이긴 후백제(後百濟) 장수(將需)들 중 하나였다. 그러나 이후의 기록이 남아 있지 않아 어떻게 살았는지 알 수 없다.

## 상애가 등장하는 작품
- 《태조 왕건》 KBS, 2000년~2002년, 배우: 최용욱

## 참고 문헌
- 고려사